# Павловское (Устюженский район)
Павловское — деревня в Устюженском районе Вологодской области.
Входит в состав Никольского сельского поселения, с точки зрения административно-территориального деления — в Никольский сельсовет.
Расстояние по автодороге до районного центра Устюжны — 41 км, до центра муниципального образования деревни Никола — 5 км. Ближайшие населённые пункты — Горка, Излядеево, Сычево. В окрестностях деревни начинается река Ястребиха.
По данным переписи в 2002 году постоянного населения не было.